# Anthaxia armeniaca
Anthaxia armeniaca es una especie de escarabajo del género Anthaxia, familia Buprestidae. Fue descrita científicamente por Obenberger en 1929.